# 圣埃克叙佩里 (吉伦特省)
圣埃克叙佩里（法語：Saint-Exupéry）是法国吉伦特省的一个市镇，属于朗贡区（Langon）拉雷奥尔县（La Réole）。该市镇总面积4.19平方公里，2009年时的人口为159人。

## 人口
圣埃克叙佩里人口变化图示